# Jonas Bokeloh
Jonas Bokeloh (Frankfurt am Main, 16 maart 1996) is een Duits voormalig wielrenner die in zijn vijf seizoenen durende carrière bij vijf verschillende ploegen heeft gereden. In 2014 werd hij wereldkampioen op de weg bij de junioren.

## Overwinningen
2013
1e etappe GP Général Patton
2014
Puntenklassement Ronde van Nedersaksen, Junioren
 Duits kampioen op de weg, Junioren
 Wereldkampioen op de weg, Junioren
2016
Trofej Umag
2018
3e etappe Baltic Chain Tour

## Ploegen
- 2015 –  SEG Racing
- 2016 –  Klein Constantia
- 2017 –  An Post Chain Reaction
- 2018 –  LKT Team Brandenburg
- 2019 –  Hrinkow Advarics Cycleang (t.m 1 mei)

van den Berg · Biermans · Bokeloh · Bouwman · Bovenhuis · van Dongen · Gunst · Havik · Jakobsen · Jiang · Klaris · Lammertink · Leemans · Loh · McCarthy · Peters
Bico · Bokeloh · Cavagna · García · Kasperkiewicz · Lehky · Mas · Molly · Narváez · Schachmann · Schlegel · Schreurs · Sisr · Lecroq (stagiair)
Bokeloh · Gardner · Gough · Gunst · Hennebry · Jamieson · Kasperkiewicz · MacKinnon · McKenna · Muela · Scott · Shaw · Stewart · Teggart · Tietema · Vanderaerden
Appelt · Banusch · Bokeloh · Dieteren · Hähnel · Jürß · Koch · Malcharek · Rudys · Taebling · Weber